# Jimena (község)
Jimena egy község Spanyolországban, Jaén tartományban. Jimena Baeza, Albanchez de Mágina, Bedmar y Garcíez, Torres és Mancha Real községekkel határos. Lakosainak száma 1234 fő (2024).

## Népesség
A település népessége az elmúlt években az alábbi módon változott:
| Lakosok száma | 1546 | 1500 | 1489 | 1464 | 1399 | 1358 | 1293 | 1284 | 1253 | 1234 |
|               | 2001 | 2004 | 2007 | 2009 | 2012 | 2014 | 2017 | 2019 | 2022 | 2024 |